# Durrell Wildlife Conservation Trust
Durrell Wildlife Conservation Trust é uma organização de conservação com a missão de salvar espécies da extinção.
Gerald Durrell fundou a Jersey Wildlife Preservation Trust como uma instituição de caridade em 1963 com o Dodó como seu símbolo. A confiança foi rebatizada em honra do seu fundador, em 26 de março de 1999.
A sua sede está em Les Augrès Manor em Jersey, onde o Parque Zoológico de Jersey foi juntado por Gerald Durrell em 1959 como um santuário e centro de reprodução de espécies ameaçadas de extinção